# Basílica de San Ildefonso (Jaén)
La basílica menor de la Sacra Iglesia Parroquial de San Ildefonso es un templo cristiano católico de Jaén. Fue erigido en 1248 en el arrabal San Ildefonso, creado tras la ampliación del recinto amurallado de la ciudad. Fue consagrado a San Ildefonso de Toledo por encontrarse en aquel momento la iglesia de Jaén dependiente del arzobispado de Toledo. Se sitúa en la plaza homónima, que se halla presidida por una escultura dedicada a la Inmaculada Concepción de María, labrada en piedra por Amadeo Ruiz Olmos con motivo de la remodelación de la plaza en 1957. A raíz del "Descenso de la Virgen" en 1430, este templo adquirió una gran importancia y se convirtió en santuario y, posteriormente, en basílica menor, de la patrona de la ciudad.
En esta iglesia es posible que se encuentren sepultados los restos del arquitecto y cantero Andrés de Vandelvira, iniciador de las catedrales de Baeza y de Jaén, fallecido en 1575.

## Historia

### Capilla
Con la edificación, en un antiguo arrabal extramuros de la ciudad árabe, del barrio de San Ildefonso, se construye una pequeña capilla en el corazón del nuevo barrio. Su primer dato histórico es de 1248, época de la que datan sus muros más antiguos, norte y este. Se estima que se fundó como parroquia en el siglo XIII, constando como tal en 1400, era una parroquia pobre de grandes dimensiones, aunque más reducidas que el templo actual, puesto que carecía de las naves laterales, de la portada principal y de la nave del descenso, tras el tabernáculo.

### Santuario
Tras el descenso de la Virgen a la ciudad en 1430, la pequeña capilla adquiere gran importancia, convirtiéndose en el Santuario donde se rinde culto a la Virgen, con la advocación de Capilla. Desde este momento la pequeña capilla comienza a ampliarse con el impulso, primero, del obispo Alonso Suárez de la Fuente del Sauce y hasta las últimas obras en el siglo XX. Todas las obras de ampliación y reformas, tan dilatadas en el tiempo, configuran un templo donde se mezclan estilos que lo convierten en un gran templo, con el empaque de una catedral.

En la noche del 20 de mayo de 1570, Felipe II visitó a Nuestra Señora de la Capilla y escuchando admirado de labios del entonces obispo, D. Francisco Delgado, el relato del Descenso, cayó de hinojos junto a los pies de la Virgen. Más tarde, el monarca dijo que en materia de milagros ninguno llegaba a ser como el de Jaén, que entre los grandes era el mayor.
José Chamorro (1971). Guía artística y monumental de la ciudad de Jaén.

### Basílica

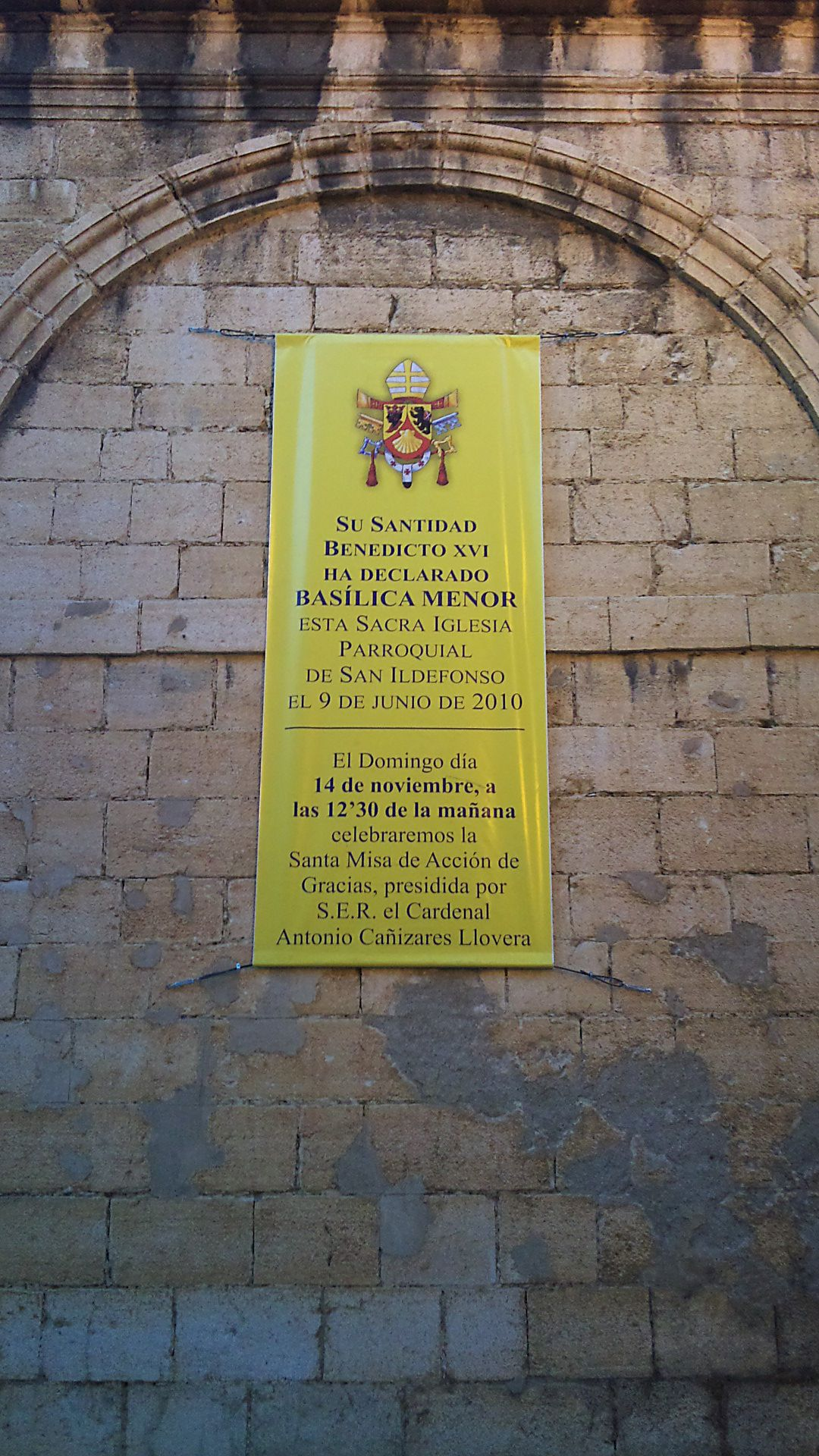
Cartel de la declaración como Basílica con el escudo del papa Benedicto XVI.

El 9 de junio de 2010 fue declarada Basílica menor por el papa Benedicto XVI, celebrándose el día 14 de noviembre una misa de acción de gracias presidida por Antonio Cardenal Cañizares Llovera, Prefecto de la Sagrada Congregación para el Culto Divino y la Disciplina de los Sacramentos, esta celebración concluía el proceso iniciado en 2008, siendo párroco el Ilmo. Mons. D.

## Exterior
El exterior recuerda a una fortaleza, debido a la presencia de varios contrafuertes semicirculares, en forma de torreón, situados en el muro norte. En este muro, se encuentra un mosaico realizado a mediados del siglo XX. En el aparece la virgen de Capilla bajo un tejado del que cuelgan de sus laterales sendos faroles. Al pie del mosaico, una piedra contiene la inscripción: Junio de 1930. Recuerdo del V Centenario del Descenso de la Virgen María a la Capilla de San Ildefonso en la noche del 10 al 11 de junio de 1430 y de la coronación de su sagrada imagen. Continuando la fachada se abren las Rejas de la Capilla que permiten ver a la Virgen desde la calle en todo momento.

### Torres
Presenta dos torres a ambos lados de la fachada principal. La torre-campanario de la basílica se compone de cuatro cuerpos, separados entre sí por cornisas salientes. El primer cuerpo es de planta cuadrada, construido entre 1584 y 1585, en él se encuentra el escudo del obispo Francisco Sarmiento de Mendoza. El segundo cuerpo, de la misma planta, presenta dos ventanas superpuestas en cada fachada. Fue finalizado en 1600, lleva el escudo del obispo Bernardo Cardenal de Sandoval y Rojas. El escudo fue realizado por Cristóbal Téllez a encargo del prior Melchor de Soria y Vera. Está tallado en piedra noble con embutidos de mármol rosado para el capelo cardenalicio y los cordones de diez borlas.
El tercer cuerpo se construyó entre 1608 y 1610, presenta planta octogonal, con pináculos en las esquinas, y en él se encuentran las campanas. Lleva el escudo del obispo Sancho Dávila Toledo, el reloj que se encuentra en este cuerpo fue instalado en torno a 1620 por el relojero Diego Morante. Este tercer cuerpo estaba rematado por un chapitel gótico, hoy desaparecido, que fue construido por Sebastián de Solís en 1624. Este fue sustituido en la reforma de la torre de finales del siglo XVIII. El cuarto cuerpo, octogonal al igual que el tercero, es cimborrio de sección octogonal cubierto con un pequeño chapitel de baja altura y base circular. En el aparece el escudo del obispo Fernando Andrade Castro, por lo que se construyó algunos años después que el tercero.
La otra torre, de menor tamaño, cuyo cuerpo de campanas, de sección cuadrada con esquinas biseladas, lo que produce una planta en forma de octógono irregular, arranca directamente del plano de la fachada y está cubierta con una pequeña cúpula de media naranja. En la base se conserva un vítor: Viva la Virgen de la Capilla 1868.

### Portadas

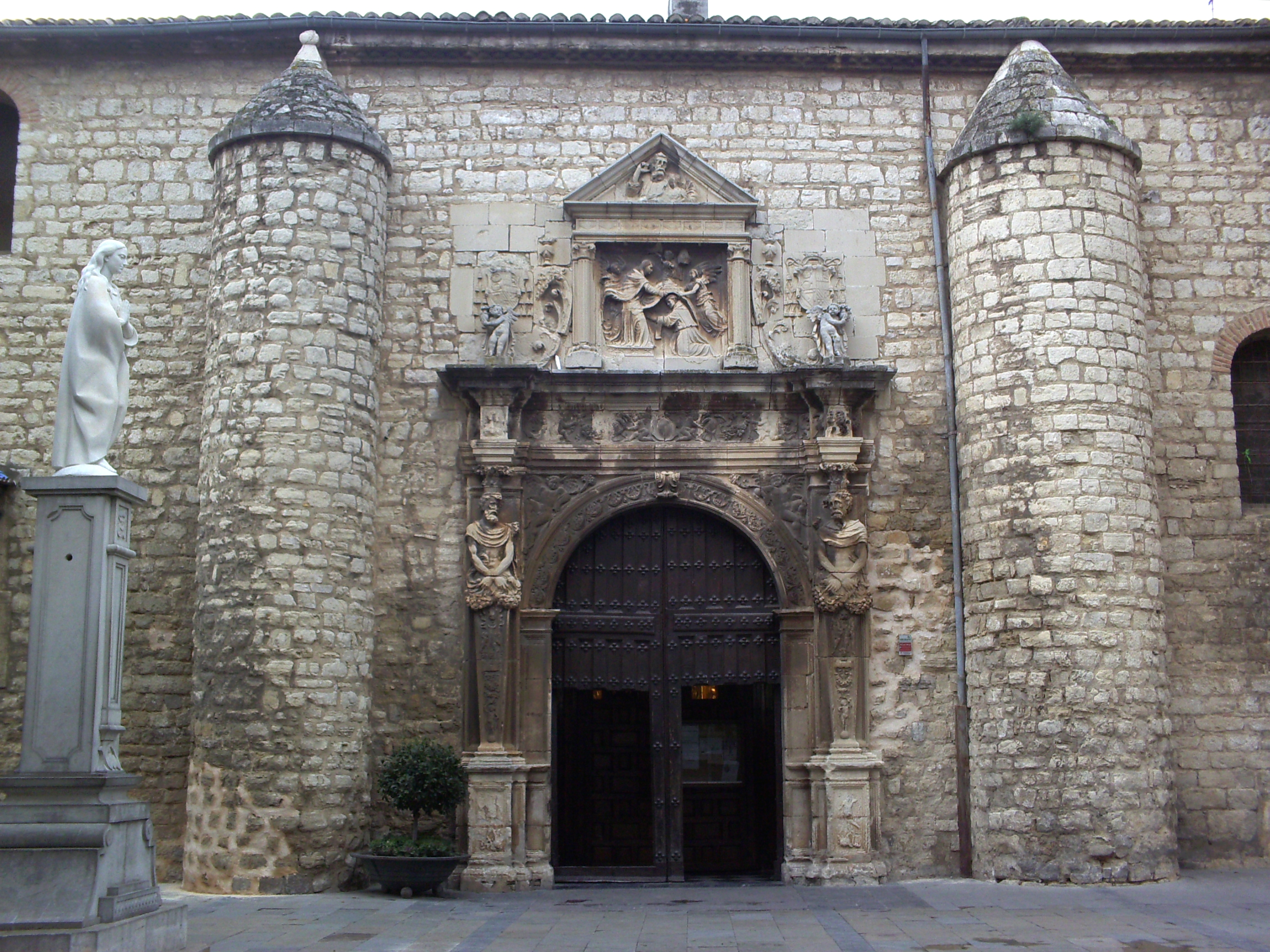
Vista lateral de la iglesia.

El actual templo presenta tres portadas de distintas épocas y, por tanto, de diferentes estilos que van desde gótico hasta el neoclásico.
Portada principal
Construida en el siglo XVIII, es de estilo neoclásico. Fue proyectada por Ventura Rodríguez y realizada por Francisco Calvo. La puerta es adintelada y sobre ella se abre un rosetón. El conjunto esta flanqueado por dos pares de columnas adosadas de orden compuesto que sostienen un entablamento. En el friso aparece una leyenda. Sobre la cornisa se apoya un frontón triangular que en el centro alberga el escudo del obispo Antonio Gómez de la Torre y Jarabeitia. Detrás de él y sobre el muro de la fachada está colocado sobre un pedestal la escultura de San Ildefonso flanqueado por dos flameros.

DOMINE DILEXI DECOEM DOMUS TUAE/ DIVO ILDEPHONSO DICATUM/ ET LOCUM HABITATIONIS GLORIAE TUAE/ 3 INDUS IUNI/ ANNO A NATVITATE DOMINI MDCCLXXVI/ PI VI SUMO PONTIFICE ET HISPANIARUM ET INDIARUM CATHOLICO REGI CAROLO III
oh señor, amé la belleza de tu casa/dedicada al divino Ildefonso/ y el lugar de la morada de tu gloria/ 3 indus de junio (se entiende ante diem 3 idus iuni, es decir, 3 días antes de lo indus de junio, o sea el 10 de junio)/ del año del nacimiento del señor 1776/ (siendo) Pío VI sumo pontífice y Carlos III rey católico de las Españas y de las Indias.

Portada lateral
Es una formidable portada renacentista de Francisco del Castillo el Joven, que se inspiró en un modelo de Sebastiano Serlio. Fue construida en el siglo XVI por orden del obispo Pedro Cardenal Pacheco Ladrón de Guevara. Sobre el arco de medio punto hay alegorías paganas de la abundancia y sobre ellas un relieve con la imposición de la casulla a San Ildefonso, flanqueado por columnas corintias que sostienen un triángulo con el Padre Eterno en el centro. En los laterales se encuentran los escudos del obispo Pacheco que mandó levantar la Iglesia.
Portada primitiva
Se encuentra en la parte trasera de la actual iglesia. Fue construida en los tiempos del obispo Alonso Suárez de la Fuente del Sauce en estilo gótico isabelino (1500-1520). Está enmarcada por baquetones con angrelados y alfiz. En el centro se sitúa la imagen de la Virgen en piedra, flanqueada por los escudos del obispo. Fue restaurada cegando la puerta primitiva con un mosaico de Santiago Padrós realizado en 1958.
|                                                   |
| Portada gótica de época del obispo Alonso Suárez. |

|                                                     |
| Portada lateral de Francisco del Castillo el Joven. |

|                                          |
| Portada neoclásica de Ventura Rodríguez. |

## Interior
Es de estilo gótico final, con planta de salón con tres naves de pilares compuestos que sustentan arcos apuntados, sobre los que cubren bóvedas nervadas, siguiendo las líneas del gótico tardío. La puerta de la antesacristía fue realizada en 1726 por J. Delgado y A. López. Es de madera con talla de estrellas poligonales de inspiración mudéjar. Sobre la puerta se abre una pequeña tribuna. La antesacristía y la sacristía presentan bóvedas de yesería labradas, en estas salas se guardan cuadros, tres sitiales de coro barrocos y objetos de culto de gran valor. Al pie del templo se encuentra un óleo de grandes proporciones de San Cristóbal cruzando un río con el Niño Jesús a cuestas mientras se apoya en una palmera. Es obra de José García Espantaleón en 1813.
|                            |
| Conopeo en el altar mayor. |

|                           |
| Vista de la nave central. |

|              |
| Altar mayor. |

|                         |
| Bóveda del altar mayor. |

|                                  |
| Vista de la nave de la epístola. |

### Altar Mayor
Está ubicado situado en la parte posterior de la nave central. Se encuentra sobre gradas de tres tamos de dos peldaños cada uno. Esta enmarcado por cuatro columnas que sustentan una bóveda elíptica adornada y tallada por Luis Fernández en 1753. En las pechinas y arcos están ubicados cuatro ángeles y ocho serafines todos barrocos y dorados obra de José de Medina en el mismo año. El mismo escultor realizó cuatro ángeles lampareros para las columnas del altar mayor. Fueron encargados por el obispo Benito Marín pero actualmente no existen. Sobre el conjunto destaca el tabernáculo barroco influido por el rococó francés obra de Pedro Duque Cornejo en el siglo XVIII. Estaba provisto de los cuatro evangelistas que fueron destruidos en la Guerra Civil Española. Actualmente solo se conserva la imagen de San Mateo.
A los pies del tabernáculo se encuentran tres losas de jaspe negro con escudos nobiliarios. Estos se identifican con las armas de los Biedma, la familia García de Quesada y las del apellido Zúñiga.

lo forma un cuerpo de estípites, rematado en un óvalo de factura rococó. Encima un manifestador de planta octógona con columnas pareadas dispuesta al bies, corintias y entorchadas, concluyéndose en un bello remate poligonal en cuyo dos frentes van los relieves de la Santa Cena y el Lavatorio de los pies.
Catálogo Monumental de la Ciudad de Jaén y su término.

### Retablo Mayor o del Descenso

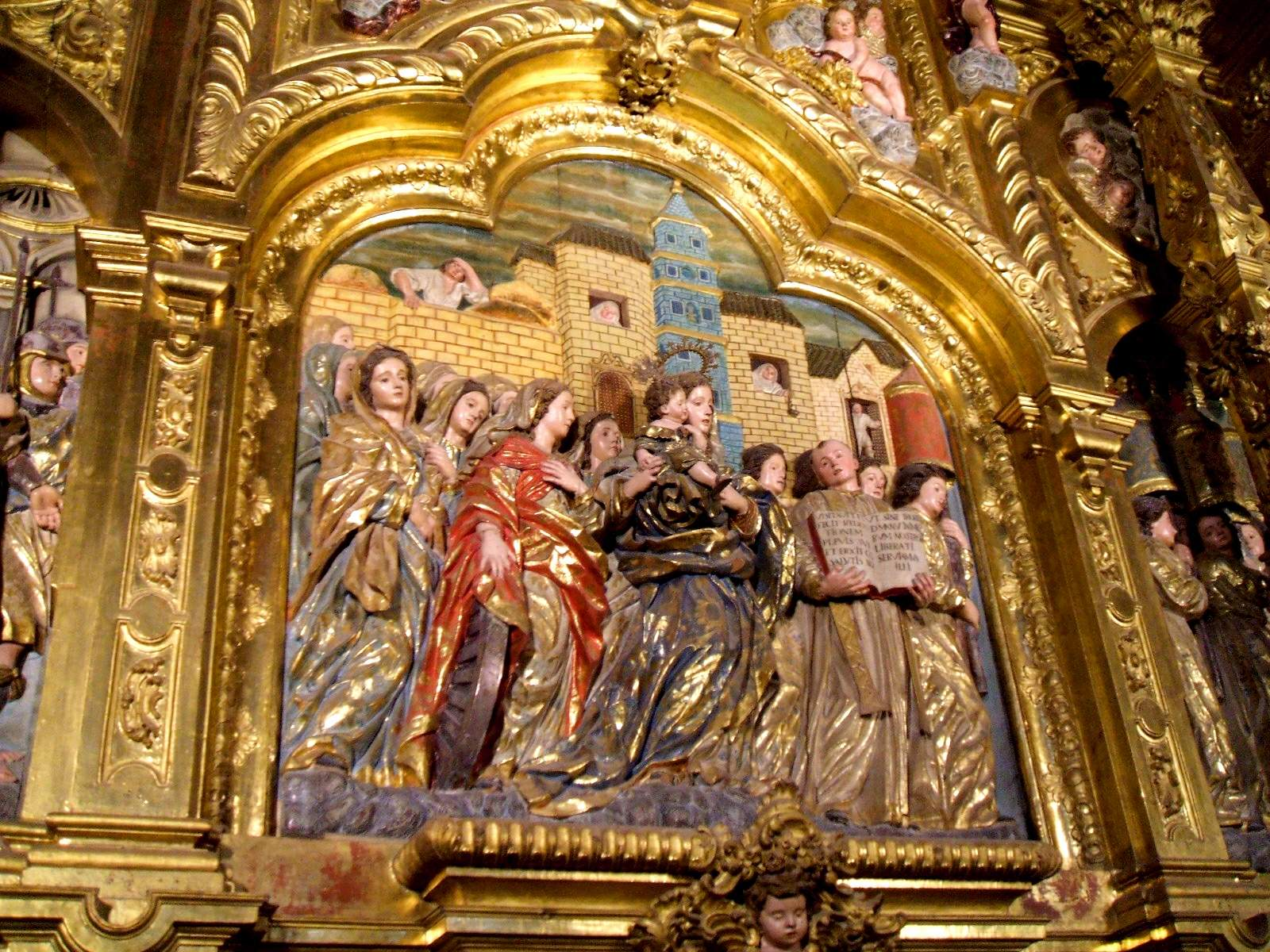
Relieve del Descenso de la Virgen.

El retablo mayor preside la iglesia ocupando la parte central del testero del templo. Es de estilo barroco realizado en madera dorada y estofada por Francisco Calvo Bustamante según trazas de Pedro Duque Cornejo entre 1760 y 1770. Es bien de interés cultural desde 1993.
El retablo se presenta a modo de tríptico. Está dedicada por completo al milagro del Descendimiento de la Virgen, pues Jaén es junto a Zaragoza la única ciudad de España en las que existe la tradición del descenso de la Virgen. La escena central se enmarca bajo un arco trilobulado. Representa un relieve de la procesión gloriosa de la Virgen con el Niño Jesús en sus brazos por las calles de la ciudad, tal y como lo narraron los testigos, los cuales aparecen reflejados en la talla. Junto a la Virgen, a su derecha, un acompañante que el relato del descenso recoge su similitud con San Ildefonso de Toledo, porta un libro con la inscripción: VISITAVIT ET FECIT REMENTIONEM PLEVIS SUE ET ERXIT CO(¿RAM?) SALUTIS NO(¿TRAE?) UT SINE TIMORE DE MANU INIMICORU NOSTROR(¿UM?) LIBERATI SERVIAMOS ILLI, traducido: «visitó e hizo la redención de su pueblo a favor de nuestra salvación… para que liberados de la mano de nuestros enemigos velemos sin temor a aquel».
En el cuerpo superior se encuentra la talla del Milagro de San Ildefonso de Toledo, coronado por el escudo episcopal de Benito Marín, O.S.B.. En el banco del retablo aparece una escena central que representa a un ángel sentado acariciando un codero.

### Retablos del testero
Retablo de san Antonio Abad
Se ubica entre el retablo mayor y la capilla de la Virgen. Fue ejecutado por Francisco Calvo Bustamante, tras el fallecimiento de Pedro Duque Cornejo, siguiendo el diseño de este. El cuerpo principal lo ocupa una hornacina en la que se encuentra la imagen de san Antonio Abad. Este cuerpo central queda enmarcado por dobles columnas. A continuación, se encuentran las imágenes de san Buenaventura de Fidanza y de san Anacleto, que contempla una cartela situada sobre él, en la que se observa una vista de una ciudad. En el banco se representan escenas de la vida de san Antonio rodeadas de ángeles. De izquierda a derecha aparece una escena en la que el santo lucha contra unos demonios, a continuación, la aparición de un ángel y el santo recibiendo a sus seguidores. La escena central es interpretada como una alegoría del descanso y el trabajo.
El ático está presidido por santa Lucia, acompañada por santa Sinforosa de Tívoli y santa María Magdalena, a su izquierda, y por santa Bárbara de Nicomedia y santa Inés de Asís, a su derecha. El conjunto esta rematado por un blasón de un cáliz dorado sobre fondo azul.
Sobre el retablo se abre una ventana cerrada por una vidriera que muestra Inmaculado Corazón de María.
Retablo de san Benito
El retablo esta presidido por san Benito de Nursia. Es obra de Pedro Duque Cornejo. En los laterales aparecen santa Escolástica, a la izquierda, y santa Gertrudis de Helfta a la derecha. Sobre ambas se encuentran dos relieves que representan las profecías del santo al rey Totila, y el otro, a san Benito hablando a san Sabino de Canosa, tal y como las describió san Gregorio. En el ático se encuentra el papa san Gregorio Magno, en una hornacina central, rodeado por san Leandro, san Emiliano de la Cogolla y san Mauro, a un lado, y san Plácido, santo Domingo de Silos y san Isidoro de Sevilla al otro.
En el banco se encuentran varios relieves e la vida de san Benito. De izquierda a derecha: san Benito recibiendo el hábito del monje Román; el santo en una mesa dialogando con un sacerdote; el santo expulsando al demonio de una roca para la construcción del templo; la escena central representa la resurrección de un niño; a continuación, el milagro de los doscientos costales de harina; el dragón fantástico; la serpiente oculta en un frasco; el fallecimiento del santo durante los oficios del Jueves Santo. Al pie de la escena del milagro se encuentra la leyenda: «El artífice que acabó esta obra, suplica encomienden a Dios el alma del Iltmo. Sr. D. Fray Benito Marín».

obra de la mano del maestro Cornejo, de quién son las trazas que se van a ejecutar, que premeditó y estampó el autor con la misma idea y arquitectura que echó en el tabernáculo referido.
Parte de: Trato y obligación. La Iglesia de San Ildefonso contra Don Francisco Calvo.

|                  |
| Retablo mayor. s |

|              |
| San Antonio. |

|                        |
| Retablo de San Benito. |

### Capilla de la Virgen de la Capilla y del Santísimo Sacramento

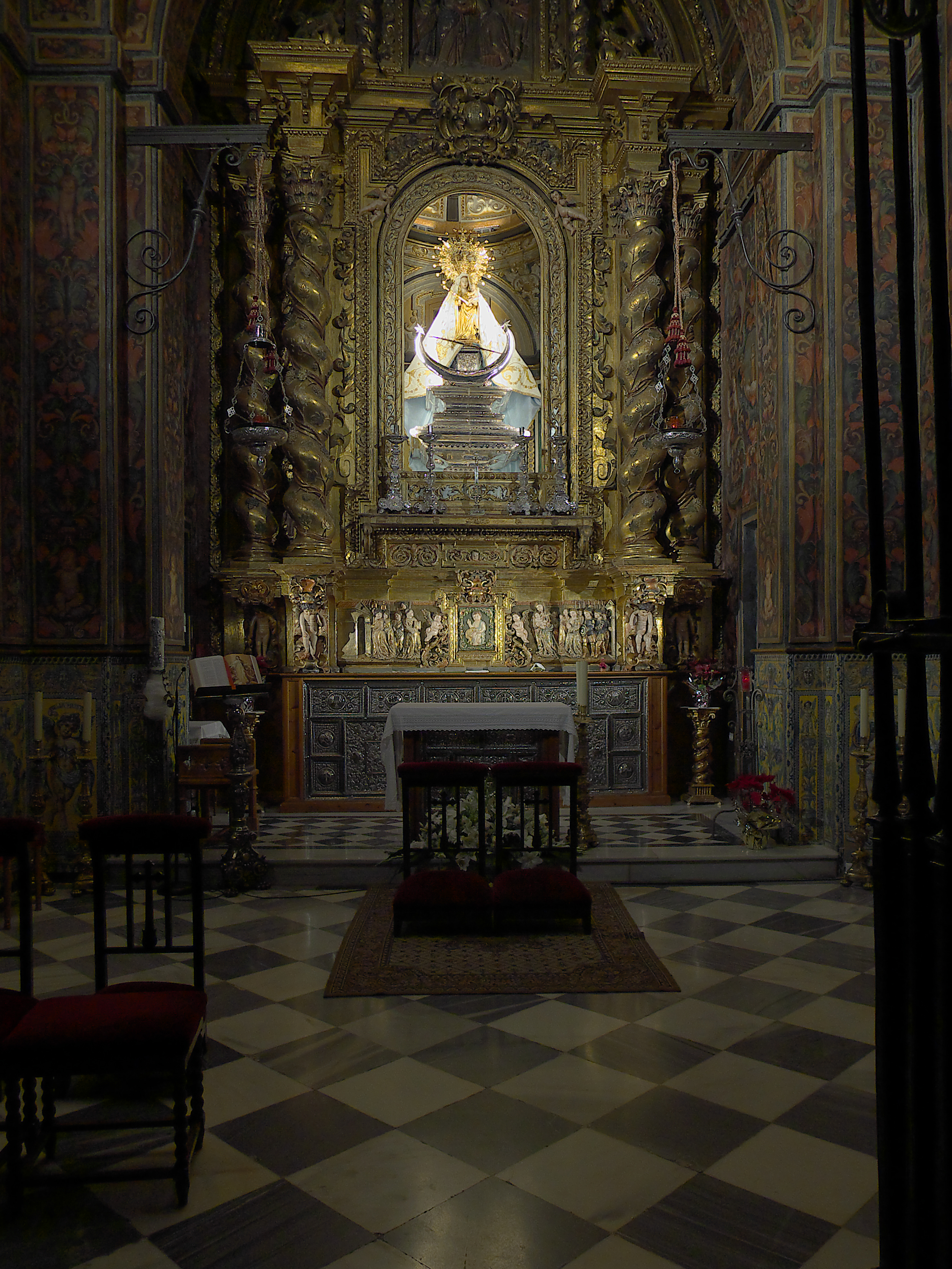
Capilla de la Virgen de la Capilla.

La capilla de la Virgen de la Capilla y del Santísimo Sacramento se sitúa en una nave lateral por detrás del presbiterio. En esta capilla se celebran cultos al Santísimo Sacramento organizados por la Archicofradía Sacramental el primer jueves de mes. Además, aquí se instala el monumento el Jueves Santo.
El testero, es un retablo barroco. En el banco se extiende un altorrelieve representa la procesión del Descenso de la Virgen a Jaén en 1430 y en el centro dos angelitos y un niño pastor acariciando una oveja representando a Jesús con el pueblo, aquí se ubica el sagrario que guarda el Santísimo Sacramento. El frente del altar es de plata repujada, fue realizado en 1721. Sobre el banco se encuentra el cuerpo del retablo. Esta presidido por el camarín de la Virgen enmarcado por cuatro columnas salomónicas en las que se enredan sarmientos de vid con pámpanas y racimos de uva. Están situados en los extremos y se sostienen al banco sobre cuatro ménsulas con ángeles tallados. El ático tiene forma de arco medio punto en él que se presenta un relieve de la Visitación de la Virgen María a Santa Isabel, cuya celebración coincide con la fiesta principal de la cofradía de la Virgen de la Capilla. El retablo fue realizado por el tallista Cristóbal Téllez que lo finalizó en 1600, siendo párroco el prior Melchor de Soria y Vera. El dorado y la policromía se encargaron posteriormente a otros artesanos.
La capilla esta cubierta por bóveda de media naranja sobre pechinas y culminada por una claraboya cenital. El intradós de la bóveda está decorado con imágenes de ángeles, en su parte superior, y los ocho patriarcas de Israel, en su parte inferior. Sobre las pechinas se ubican los cuatro evangelistas.
El altar es de plata repujada y cincelada en 1963. El frontal presenta una inscripción con alusiones a la Virgen, Ave María Gratia Plena, y relieves con símbolos de la letanías: palmera, olivo, espejo, pozo, puerto, fuerte, nave, torre, huerto cercado y cedro. En el frontal del lado del evangelio va repujada una azucena y en el de la epístola una rosa. La lámpara de plata fue donada por el Ayuntamiento. 
Los muros laterales están recubiertos por frescos de motivos florales y querubines sobre el fondo rojo. La parte baja de los muros están cubiertos por unos mosaicos cerámicos de una altura de un metro y medio, realizado a comienzos del siglo XX. Sobre la cerámica se extiende una inscripción:

TU + HONORIFICENTIA + POPULI + NOSTRI / DIE + XI + J__0  + MCDXXX
Tú, honra de nuestro pueblo. / en el 11 de junio de 1430.

En el lateral izquierdo de la capilla hay una hornacina cerrada con puertas de acero, en cuyo interior, en cofre de plata, se encuentra el documento notarial que narra el Descenso de la Virgen a Jaén. Está decorado con cinco medallones: el escudo de Jaén, la Anunciación, el Descenso, la Presentación y el Escudo de la Cofradía. En este mismo muro se encuentra una vidriera en la que se observa la escena de la Anunciación de la Virgen. La vidriera del muro de la derecha presenta en uno de sus cuadrados una imagen de la Virgen.
Se accede a la capilla por una hermosa reja forjada entre 1610 y 1610 por el ubetense Nicolás Pérez. La reja fue dorada y en el centro se encuentra el escudo del obispo Sancho Dávila y Toledo.

El cuerpo es sencillo, puerta central con barrotes lisos como los laterales con fuste estrangulado; un friso corrido por encima de este con motivos ovales, lisos, que se repiten en un segundo friso sobre el que se alza el ático de compleja labor calada de volutas y cueros muy al gusto manierista, enlazados con el escudo del obispo Dávila (1600-1615), en todo central.
Catálogo Monumental de la Ciudad de Jaén y su término.

### Rejas de la Capilla
Frente de la capilla de la patrona, al otro lado del testero del templo, se abren al exterior dos arcos ojivales cerrados por sendas vidrieras que permiten contemplar la imagen de la Virgen de la Capilla desde la calle. La vidriera de la izquierda representa el Milagro del Descenso de Nuestra Señora y la vidriera derecha la Imposición de la Casulla a San Ildefonso.
Sobre las vidrieras se exponen tres pinturas: La central, muestra a Cristo crucificado, a San Juan y dos Marías al pie de la Cruz. La de la Derecha es un Ecce Homo acompañado por Pilato a su derecha y un soldado romano a su izquierda. La pintura de la izquierda representa a Cristo Crucificado con la Cruz a sus pies y portando el orbe en sus manos. Sobre Él, se encuentra representado el Padre Eterno y en la inferior del cuadro, un caballero de la orden de Calatrava.
|                     |
| Vista de la cúpula. |

|                 |
| Cofre de plata. |

|                         |
| Hornacina de la Virgen. |

|            |
| Vidrieras. |

### Capillas y altares
Capilla del Bautismo o de la Soledad
Es la primera a la derecha, en la nave de la epístola. Presenta planta cuadrada, está cubierta por bóveda dieciochesca de media naranja con claraboya cenital en cuya vidriera aparece el escudo de la Congregación de la Vera Cruz. Está decorada con dibujos de yesería que la podrían datar en los inicios del siglo XVII. El retablo es neoclásico. Presenta dos columnas de madera que imita al jaspe que sostienen un entablamento. En el ático un óleo del renacimiento manierista en que Jesús Nazareno porta una cruz de madera a la inversa.
En el muro de la derecha se abre una ventana al exterior del edificio. El cerramiento es una reja procedente del antiguo presbiterio, obra del maestro herrero de Villanueva de los Infantes, Joseph del Alcázar en el siglo XVII. Alberga las cuatro imágenes de la cofradía del Santísimo Cristo Yacente y Siervos de Nuestra Señora de la Soledad, así como, María Santísima de la Victoria (de la Cofradía del Resucitado), Santa Marta y Santa Lucía.
Capilla de la Vera-Cruz
Presenta un retablo escoltado por dos columnas salomónicas. Se remata en el ático con el escudo de la Congregación de la Vera Cruz y por encima de este un pequeño remate con el escudo con la Cruz de Santiago. En los muros se encuentran dos frescos realizados por Emilio Nembrini en 1949. El derecho muestra un Ecce Homo acompañado de Poncio Pilato que se lava las manos y tres personajes que señalan a Cristo al otro lado. El izquierdo muestra a Cristo mientras es flageado por dos verdugos. En segundo plano dos sacerdotes lo observan y comenta el castigo. La capilla presenta sus paredes alicatadas con azulejos que contienen escenas del Vía Crucis. Esta decorado en color verde con dibujos amarillos de motivos vegetales y ángeles.
La capilla está cerrada por una reja similar a la anterior obra también del maestro Joseph del Alcázar. Alberga las imágenes de la Congregación del Santísimo Cristo de la Vera-Cruz y María Santísima de los Dolores, fundada en 1541, es la cofradía de Pasión más antigua de la ciudad. Sus imágenes son recientes.
Altar de Jesús Preso
Presenta un frontal y altar de mármol rojo sin adornos. El retablo esta decorado con guirnaldas finas de palmas de estilo dieciochesco. La hornacina esta enmarcada por dos columnas jónicas que abren sendas entrecalles con cuatro óleos. En el ático se encuentra un óleo de un Ecce-Homo y sobre este un frontón triangular. Sobre el conjunto se ubica una vidriera pintada con la imagen de Nuestra Señora de los Dolores. Desde 1997 cobija la imagen de Jesús Preso, obra de Ramón Mateu Montesinos en 1941. El autor consiguió con esta talla la Medalla de Oro en la Exposición Nacional de Bellas Artes en 1941. Originalmente iba a ser una imagen de Cristo caminando sobre las aguas pero finalmente fue tallado como Jesús preso, lo cual explica su peculiar semblante.
Altar de la Divina Pastora
Presenta un frontal y base de mármol rojo. Tiene forma de arco de medio punto. Está compuesto por banco, cuerpo y ático. La hornacina esta flanqueada por dos columnas barrocas decoradas propias el siglo XVIII. En los laterales se encuentras dos retablos, san Joaquín, a la izquierda y santa Ana, a la derecha. El interior de la hornacina presenta una pintura moderna mural de Jaén. La imagen de la Divina Pastora de almas es obra de Manuel González de los Santos de finales del siglo XVIII.
Altar de San José
Presenta un retablo en arco de medio punto realizado en fecha reciente por Fernando Baldoy Ortega. Cobija una imagen de San José con el Niño Jesús en brazos. El banco presenta una escena de San José llevando instrumentos de carpintería mientras Jesús niño lo observa, la virgen María permanece atenta extendiendo los brazos hacia Él.
Altar de la Virgen de la Antigua o del Cristo del Valle
Está compuesto por un retablo obra de Francisco Calvo. Esta presidido por una imagen del Cristo del Valle, crucificado que se aloja en un calvario de relieve en la calle central, flanqueado por pares de columnas corintias. Entre las columnas aparecen relieves con escenas de la Pasión. A la izquierda, la flagelación de Cristo, y a la derecha, Jesús atado a la columna.
Bajo este, se encuentra el banco dividido en tres relieves. En el centro, aparece Jesús yacente colocado sobre la losa del sepulcro por cinco hombres y una mujer. A la izquierda, se representa el Descendimiento de la Cruz y la Piedad. El relieve de la derecha representa el anuncio de la resurrección por parte de un ángel a las santas mujeres. La base del altar se compone de mármol rojo de Cabra en el que destacan fósiles de ammonites, conocido como ammonitico rosso.
Altar de las Benditas Ánimas del Purgatorio
Fue realizado en 1793 y costeado por la desaparecida Cofradía de Ánimas, fundada en 1760. En su pintura y dorado intervinieron José Carazo y Francisco Gavarino. Presenta mármol ammonitico rosso como el anterior. El retablo combina relieves y pintura dispuestos en dos planos. El plano inferior representa el purgatorio y el infierno, mientras que el superior representa la corte celestial, en la que destacan dos santos benedictinos intercediendo por las ánimas. En el centro de la escena aparece el Arcángel Miguel sosteniendo una balanza en la mano, así como, cuatro ángeles que se acercan a recoger almas y llevarlas al cielo.
En el banco, del mismo estilo artístico, se encuentran tres relieves con las escenas de la llegada al cielo, a la derecha. El relieve central representa el juicio final, situando a los que van al cielo a la izquierda y a los que van al infierno a la derecha. Por su parte, la escena izquierda representa a los pecadores que se dirigen al infierno. Las escenas relacionadas con el Cielo están cuidadosamente policromadas, mientras que las que aluden al infierno no presentan color.
El marco dorado es de estilo rococó y contiene cartelas y dibujos. En su remate superior aparece la paloma del Espíritu Santo. Sobre el conjunto se encuentra una vidriera con la imagen de Santa Catalina de Alejandría, copatrona de la Ciudad de Jaén.
Altar de Cristo Resucitado
La talla de Cristo Resucitado se encuentra presidiendo un retablo neoclásico situado en el rincón en el que se encuentra la Pila Baustimal y la urna donde se guardan los Santos Óleos, así como la puerta de acceso a la torre del campanario.
|                 |
| Pila bautismal. |

|                          |
| Capilla de la Vera Cruz. |

|                    |
| Altar de San José. |

|                             |
| Altar del Cristo del Valle. |

|                      |
| Altar de las Ánimas. |

## Cofradías

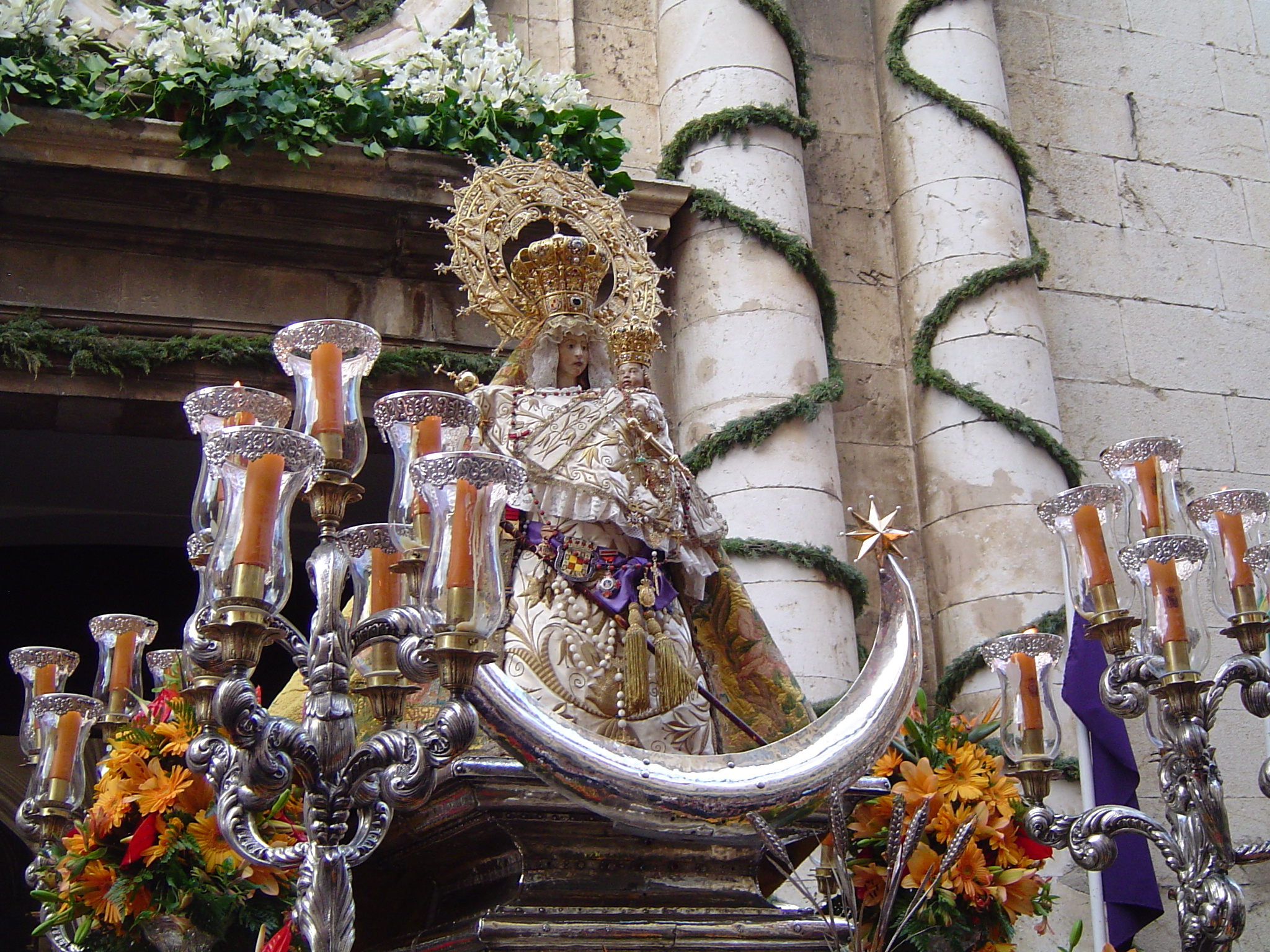
Virgen de la Capilla a la salida de la basílica en 2008.

En el santuario se encuentra la cofradía de la patrona, que da culto a la misma, así como otras cinco cofradías que tienen su sede canónica en la parroquia, destacando las tres que procesionan en Semana Santa.

### Pasión
- Primitiva, Pontificia y Real Congregación del Santísimo Cristo de la Vera-Cruz y María Santísima de los Dolores.
- Pontificia y Real Cofradía del Santísimo Cristo Yacente y Siervos de Nuestra Señora de la Soledad.
- Cofradía del Señor Resucitado y María Santísima de la Victoria.[25]

### Gloria
- Primitiva, Antigua e Ilustre Archicofradía Sacramental de la Basílica Menor de la Sacra Iglesia Parroquial de San Ildefonso, Jaén
- Ilustre, Pontificia y Real Cofradía de Nuestra Señora de la Capilla. Patrona y Alcaldesa Mayor la Ciudad de Jaén.
- Ilustre, Fervorosa y Muy Antigua Hermandad de la Pura y Limpia Concepción de María y Archicofradía de la Divina Pastora de Almas.

|                         |
| Cristo de la Vera Cruz. |

|              |
| Jesús Preso. |

|                 |
| Divina Pastora. |

|                    |
| Cristo Resucitado. |

## Leyendas
La Cabeza de la Iglesia de San Ildefonso. Esta leyenda se basa en un hecho real que narra el licenciado Antonio Becerra en su Memorial sobre el culto y devoción a la Virgen de la Capilla, publicado en 1639. En la Iglesia Parroquial de San Ildefonso, sobre unos de los contrafuertes que flanquean la portada que abre a la plaza, justo en el alero de la cubierta, hay una cabeza tallada en piedra. Se dice que es el vivo retrato de un joven, hijo de persona principal de la ciudad, que una noche, a finales del siglo XVI, se ocultó en el templo y robó las lámparas de plata que alumbraban a la Virgen de la Capilla. Salió de la ciudad con su botín, pero su mala conciencia lo desorientó y fue apresado en Los Villares. Juzgado sumariamente en Jaén, fue condenado a muerte sin que sus padres, pese a sus altas influencias, pudieran valerle. Le ahorcaron y luego se ordenó descuartizarlo y exponer sus restos sobre los contrafuertes del templo para que sirviera de escarmiento a posibles ladrones sacrílegos. Cuando los restos se consumieron con el tiempo, se ordenó que la cabeza, esculpida en piedra, permaneciera eternamente expuesta sobre el contrafuerte más próximo a la torre.